# Бродингберг
Бродингберг (нем. Brodingberg) — коммуна в Австрии, в федеральной земле Штирия.
Входит в состав округа Грац.  Население составляет 1210 человек (на 31 декабря 2005 года). Занимает площадь 12,84 км². 

## Политическая ситуация
Бургомистр коммуны — Нотбурга Шнайдер (АНП) по результатам выборов 2005 года.
Совет представителей коммуны (нем. Gemeinderat) состоит из 15 мест.
- АНП занимает 13 мест.
- СДПА занимает 1 место.
- Зелёные занимают 1 место.